# دارتی (بروجرد)
دارتی Dare Ti روستایی است در شهرستان بروجرد در استان لرستان. این روستا در دهستان شیروان در بخش مرکزی این شهرستان قرار دارد.

## جمعیت
بنابر سرشماری مرکز آمار ایران، جمعیت این روستا در سال ۱۳۹۵، برابر با ۲۷۱ نفر بوده‌است که از این میان ۱۴۱ نفر مرد و بقیه زن بوده‌اند. این روستا ۷۹ خانوار جمعیت دارد.